# Christian Genest
Pour les articles homonymes, voir Genest.
Christian Genest (né le 11 janvier 1957 à Chicoutimi, au Québec) est professeur titulaire au Département de mathématiques et de statistique de l'Université McGill (Montréal, Canada), où il a occupé une Chaire de recherche du Canada de 2011 à 2025. Il est l'auteur de nombreux travaux de recherche en analyse multidimensionnelle, en statistique non paramétrique, en théorie des valeurs extrêmes et en aide à la décision multicritère.
Il est lauréat de la médaille d'or de la Société statistique du Canada et a été élu membre de la Société royale du Canada en 2015.

## Contributions
Christian Genest est surtout connu pour l'élaboration de modèles et de méthodes d'analyse de la dépendance entre plusieurs variables au moyen du concept de copule. Il a notamment contribué au développement de techniques de sélection, d'estimation et de validation de modèles de copule par des méthodes de rangs. Ses innovations méthodologiques en analyse multidimensionnelle et en théorie des valeurs extrêmes ont trouvé de nombreuses applications pratiques, notamment en finance, en assurance et en hydrologie.
Au cours de sa carrière, Christian Genest a également contribué de façon significative au développement de techniques de synthèse d'avis d'experts et de méthodes de comparaisons par paires servant à établir des priorités dans des problèmes multicritères. Il a à son actif plus de 380 publications à caractère scientifique, dont environ 200 dans des revues à comité de lecture. Une partie de ses travaux porte en outre sur l'histoire de la statistique et les mesures de performance en recherche. Christian Genest a prononcé plus de 350 conférences en carrière, dont près de 100 exposés destinés au grand public.

## Lieu de naissance et formation
Christian Genest est né le 11 janvier 1957 à Chicoutimi (Québec, Canada). Il a fait ses études de premier cycle en mathématiques à l'Université du Québec à Chicoutimi (B.Sp.Sc., 1977), sa maîtrise en mathématiques fondamentales à l'Université de Montréal (M.Sc., 1978) et son doctorat en statistique à l'Université de la Colombie-Britannique (Ph.D., 1983). Sa thèse, intitulée Towards a Consensus of Opinion, a été rédigée sous la direction de James V. Zidek et primée par la Société statistique du Canada (SSC), qui lui a décerné le prix Pierre-Robillard en 1984.

## Parcours académique
Après ses études doctorales, Christian Genest a été stagiaire postdoctoral et professeur adjoint invité à l'université Carnegie-Mellon (Pittsburgh, PA) en 1983-84. De 1984 à 1987, il a été professeur adjoint au Département de statistique et d'actuariat de l'Université de Waterloo (Waterloo, ON). Il a ensuite été recruté par l'Université Laval (Québec, QC), où il a été promu agrégé en 1989 et titulaire en 1993. Il est devenu professeur à l'Université McGill (Montréal, QC) en 2010, où il a été titulaire de la Chaire de recherche du Canada en modélisation de la dépendance stochastique de 2011 à 2025.

## Honneurs et prix
Christian Genest a été le premier titulaire du prix CRM-SSC en 1999. La même année, il a reçu le prix SUMMA en recherche de l'Université Laval. En 2011, la Société statistique du Canada lui a décerné son plus prestigieux prix, la médaille d'or, « en reconnaissance de ses remarquables contributions à l’analyse multivariée et à la statistique non paramétrique, notamment par l’élaboration de modèles et de méthodes d’inférence pour l’étude de la dépendance stochastique, la synthèse d’avis experts et l’aide à la décision multicritère, ainsi que pour les applications qu’il en a faites dans divers domaines dont l’assurance, la finance et l’hydrologie ». Christian Genest est fellow de la Société américaine de statistique depuis 1996, fellow de l'Institute of Mathematical Statistics depuis 1997, et membre honoraire de l'Association des statisticiennes et statisticiens du Québec depuis 2012. Il a été élu membre de la Société royale du Canada en 2015 et s'est vu attribuer un prix de recherche de la Fondation Alexander von Humboldt en 2019. La Société royale du Canada lui a conféré le prix John L. Synge en 2020. En 2023 il est lauréat du prix CRM-Fields-PIMS et en 2024, on lui attribue le prix Parzen.

## Service à la collectivité
Christian Genest a servi les communautés mathématique et statistique à plus d'un titre. Il a notamment été directeur de l'Institut des sciences mathématiques du Québec (2012-15), président de la Société statistique du Canada (2007-08) et président de l'Association des statisticiennes et statisticiens du Québec (2005-08). Il a été membre du Comité consultatif en matière de méthodologie de Statistique Canada pendant plusieurs années et a siégé au comité de rédaction de nombreuses revues, dont La Revue canadienne de statistique (1988-2003), le Journal de la Société française de statistique (1999-2008) et le Journal of Multivariate Analysis (2003-2015). De 1998 à 2000, il a été rédacteur en chef de La Revue canadienne de statistique et a de plus dirigé la publication de divers ouvrages et numéros spéciaux de revues spécialisées, dont deux pour Insurance: Mathematics and Economics (2005, 2009). De septembre 2015 à mai 2019, il a été rédacteur en chef du Journal of Multivariate Analysis. Ses multiples contributions à la collectivité lui ont valu le prix pour services insignes de la Société statistique du Canada dès 1997.

## Famille
Christian Genest est marié à Johanna Nešlehová, professeur titulaire de statistique à l'Université McGill. L'une de ses sœurs, Sylvie Genest, est titulaire d'un doctorat en anthropologie et professeure à la Faculté des Arts de l'Université du Québec à Montréal. Christian est père de quatre enfants (Marianne, Arnaud, Vincent et Richard). Vincent Genest est docteur en physique et auteur de nombreux articles scientifiques en physique mathématique.